# 重水素化ジメチルホルムアミド
重水素化ジメチルホルムアミド（じゅうすいそかジメチルホルムアミド、DMF-d7、英: Deuterated dimethylformamide）はジメチルホルムアミドの同位体置換体（英: isotopologue）である。ジメチルホルムアミド中の水素原子（H）が同位体である重水素（D）に置換されている。